# La Plexy
La Plexy, nombre artístico de José de Benito, es una drag queen y artista multidisciplinar española.

## Carrera
José de Benito comenzó trabajando como actor en teatro y publicidad mientras estudiaba la carrera universitaria de arte dramático en la Real Escuela Superior de Arte Dramático. Inspirado por una compañía de comedia fundó la compañía de cabaret Plexiglass. Durante su existencia la compañía alcanzó un enorme éxito, ganando el premio nacional de cabaret y alcanzando logros como colaborar en un videoclip de Alejandro Sanz o aparecer en programas de televisión junto con Jesús Vázquez. A medida que al compañía comenzaba a disolverse José comenzó a crear su personaje drag, La Plexy, debutando como drag queen en la discoteca Black & White.
En 2017 la revista Shangay hizo referencia a ella como orgullo del transformismo nacional e internacional, y fue homenajeada en la Gala Drag The HARPO AWARDS. En junio de 2018 presentó el acto oficial del Orgullo LGBT de Madrid. En dicha fecha ya llevaba más de 15 años actuando como pregonera en dicho evento.
En junio de 2023 fue de nuevo pregonera del Orgullo LGBT de Madrid de 2023, en un acto protagonizado por los protagonistas de la película Te estoy amando locamente y la activista Manolita Chen.  En 2024 fue presentadora también de la Gala Drag Queen de Torrevieja.
Fuera de la escena drag, José ha trabajado como actor, director y profesor de teatro.

## Discografía

### Sencillos
| Año  | Título        |
| ---- | ------------- |
| 2023 | «Te Arrastro» |
| 2023 | «Distinta»    |